# أيسن صليوه إسحاق
أيسن صليوه إسحاق، لاعب كرة قدم من أصل عراقي يحمل الجنسية الأسترالية، يلعب لصالح نادي برستون لايونس الأسترالي.
يلعب في مركز ظهير أيسر.